# St.-Trinitatis-Kirche (Bad Elster)

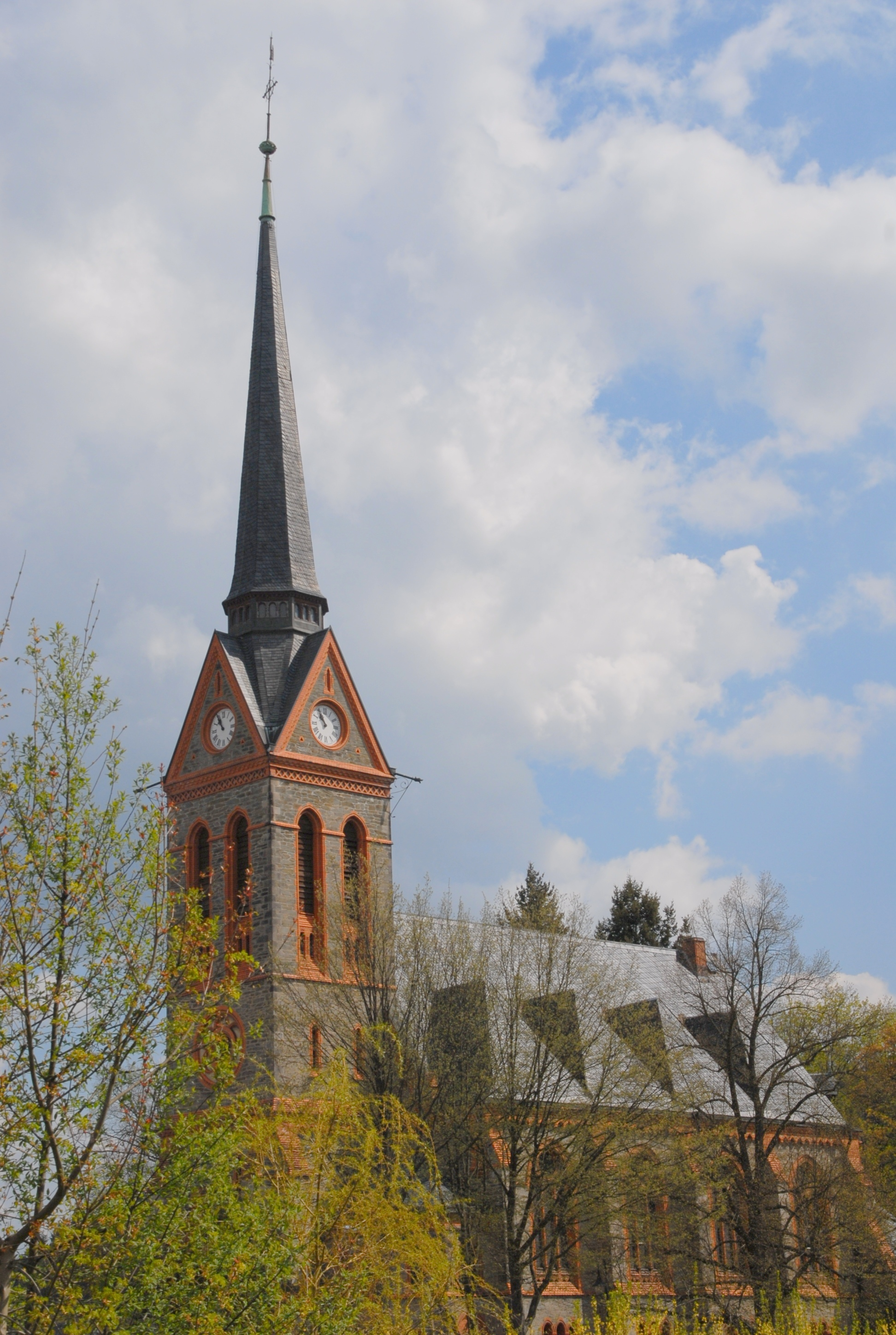
Außenansicht von Südwesten

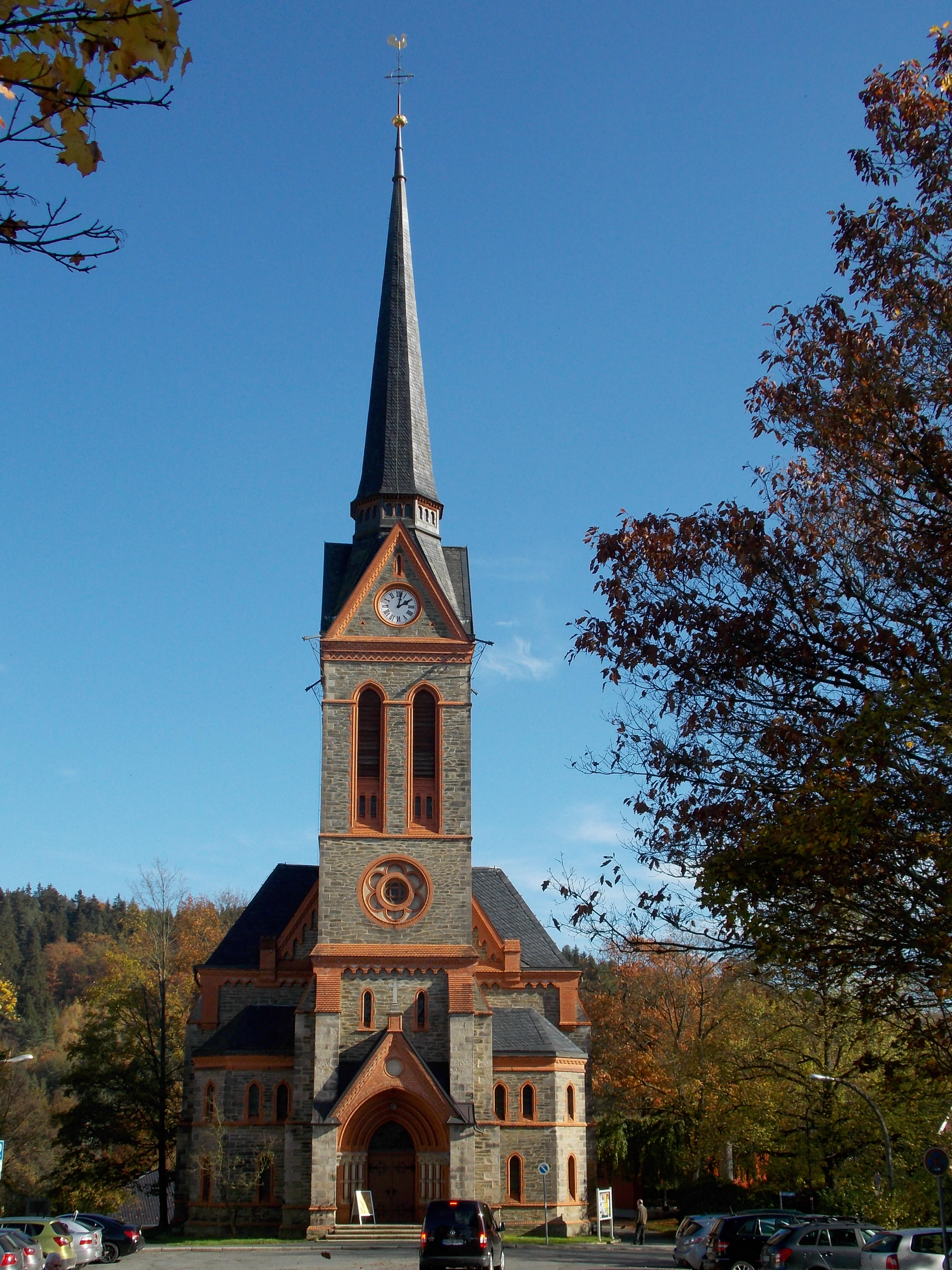
Außenansicht von Westen

Die St.-Trinitatis-Kirche ist eine evangelisch-lutherische Kirche in Bad Elster im Vogtlandkreis, Sachsen. Sie wurde in den Jahren 1889 bis 1892 erbaut und befindet sich am Kirchplatz 2.

## Geschichte
Um 1289 hatte der Deutsche Ritterorden ein Deutsches Haus in Adorf von Asch (in Böhmen) aus gegründet. Die Rittergutsbesitzer, die Herren von Neuberg (heute Podhradí u Aše) und später die Herren von Zedtwitz übten in Elster das Kirchenpatronat aus.
Aus vorhandenen Kirchenchroniken vermutet man, dass die älteste Kirche St. Peter und Paul als Frühmess- und Wallfahrtskirche vor der Besiedlung auf dem Kirchberg stand. Beim Abriss der alten Kirche nach dem Kirchneubau entdeckte man Mauerreste aus romanischer Zeit, Elster wurde am 3. Oktober 1324 urkundlich genannt und somit befand sich im Dorf Elster bereits in dieser Zeit eine Kirche.

## Vorgängerkirche St. Peter und Paul

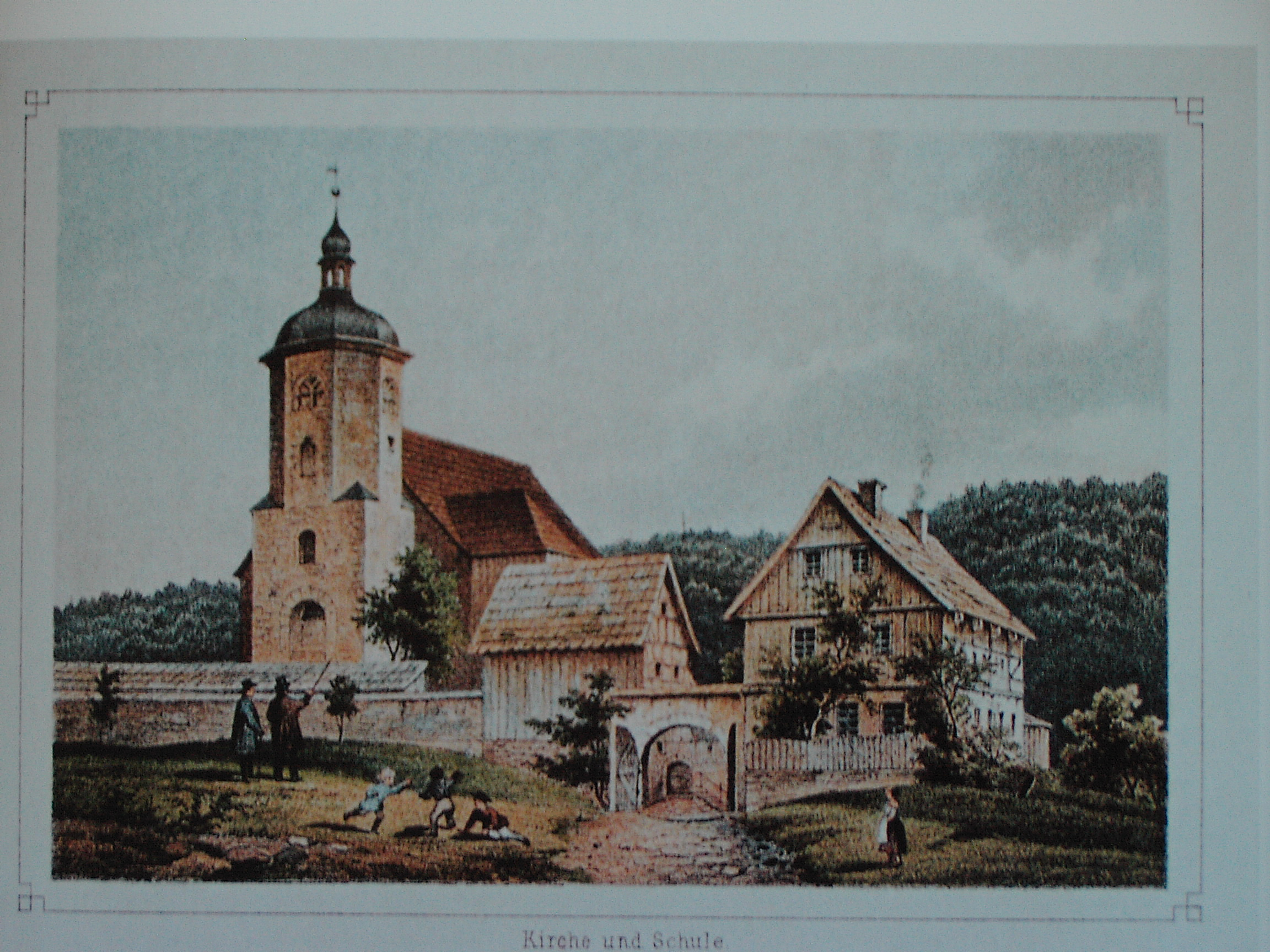
Alte Dorfkirche St. Peter und Paul mit alter Schule

Nachdem um 1533 in Bad Elster die Reformation eingeführt worden war, ist aktenkundig belegt, dass es die Dorfkirche St. Peter und Paul gab.
Elster war über 300 Jahre eine Filiale der Pfarre Adorf. Michael Schädel wurde im Jahr 1540 von Martin Luther als erster lutherischer Pfarrer ordiniert.
Alte Kirchenrechnungen aus dem Jahr 1581 zeugen von baulichen Veränderungen der Kirche. Das Gotteshaus wurde mehrmals innen umgebaut, erweitert und es wurden Reparaturen durchgeführt. Im Außenbereich wurden Anbauten angefügt und es erfolgten sonstige Veränderungen entsprechend der Zeit und den Bedürfnissen. Im Jahr 1683 wurden die Treppenhäuser angefügt, um einen Zugang von außen zu den Emporen und zum Turm zu ermöglichen. Handwerkerrechnungen belegen, dass um 1639 am Altar Reparaturen durchgeführt wurden, im Jahr 1644 wurde er erhöht und 1734 von Tischlermeister Simon Zeitler aus Grün (heute Doubrava, Tschechische Republik) neu aufgesetzt und eine geschnitzte Christusfigur angebracht. Aus dieser Zeit stammt auch das Altarbild, die heilige Dreieinigkeit, von einem unbekannten Künstler. 1656 wurde der Turm angebaut und 1753 mit vergoldeter Spindel, Fahne und Stern abgeschlossen. Bereits seit 1617 war eine kleinere Glocke vorhanden. 1625 wurde eine große Glocke angeschafft mit der Inschrift: Vult populum campana sonans ad sacra venire. Anno 1625 (dt. etwa „Komme das Volk beim Laut der Glocke zum Heiligtum“). Auf der Rückseite stand: „Gabriel und Zacharias Hillger zu Freibergk gossen mich“.
Um 1716 wurde die erste Orgel für 110 Taler eingebaut. Eine neue Orgel mit zwölf Registern wurde um 1770 vom Orgelbauer Johann Paul Trampeli und Söhne aus Adorf angeschafft. Es erfolgten weitere Um- und Anbauten an der Kirche, ebenso im Innenbereich. Im Jahr 1743 entstand eine neue Sakristei und im Jahr 1807 baute der Großuhrmacher Erdmann Karl aus Gefell eine Kirchenuhr ein.
Durch Erweiterungen der Emporen wurde der Altarraum sehr verengt. Dieser Zustand und eine Verschlechterung der Bausubstanz veranlasste den Kirchenvorstand am 24. Oktober 1887, den Neubau einer Kirche zu beschließen.

## Kirchenbau
Am 1. November 1889 erfolgte die Grundsteinlegung für eine neue Kirche neben der alten. Die Pläne für den Neubau lieferte der Dresdner Architekt Christian Gottfried Schramm. Dieser hatte bereits die Gutachten über die alte Kirche erstellt und war mit der Situation vertraut. Er übernahm die bauliche Leitung des Neubaus, der Pfarrer Freiherr von Bernewitz war der kirchliche Bauherr. Ihm ist ein Porträt unterhalb der Südempore gewidmet.
Die Hallenkirche im neogotischen Stil hat eine Länge von 35 und eine Breite von 20 Metern. Der mächtige Westturm ist 54 Meter hoch, der Dachfirst über dem Kirchenschiff befindet sich in 25 Meter Höhe. Das Mauerwerk besteht aus Natursteinen. In Ziegelmauerwerk wurden die umlaufenden Simse, die Fenster- und Türöffnungen sowie weitere Schmuckelemente hergestellt. Der hölzerne Dachstuhl ist mit Schiefer gedeckt. An den beiden Längsseiten befinden sich vier im unteren Drittel geteilte Spitzbogenfenster mit jeweils dreibahnigen langen Buntglasfenstern unter einem Rundfenster. Im dreiseitigen Chorabschluss sind nochmals zwei Spitzbogenfenster mit jeweils zwei seitlichen zweibahnigen langen Buntglasfenstern unter einem Rundfenster und ein mittig angeordnetes Spitzbogenfenster angebracht. Alle Fensterachsen sind durch Pfeilervorlagen geteilt.
Der Bau mit seinen betonten Naturformen in der architektonischen Darstellung ist ein bedeutender Kirchenbau auf einer kleinen Geländeerhebung. Innerhalb von zwei Jahren und sieben Monaten war der Kirchenbau bereits fertig gestellt und das Gotteshaus wurde am 1. Juni 1892 unter Mitwirkung von Pfarrer von Bernewitz und Kantor Voit als St. Trinitatiskirche geweiht.

## Kircheninneres

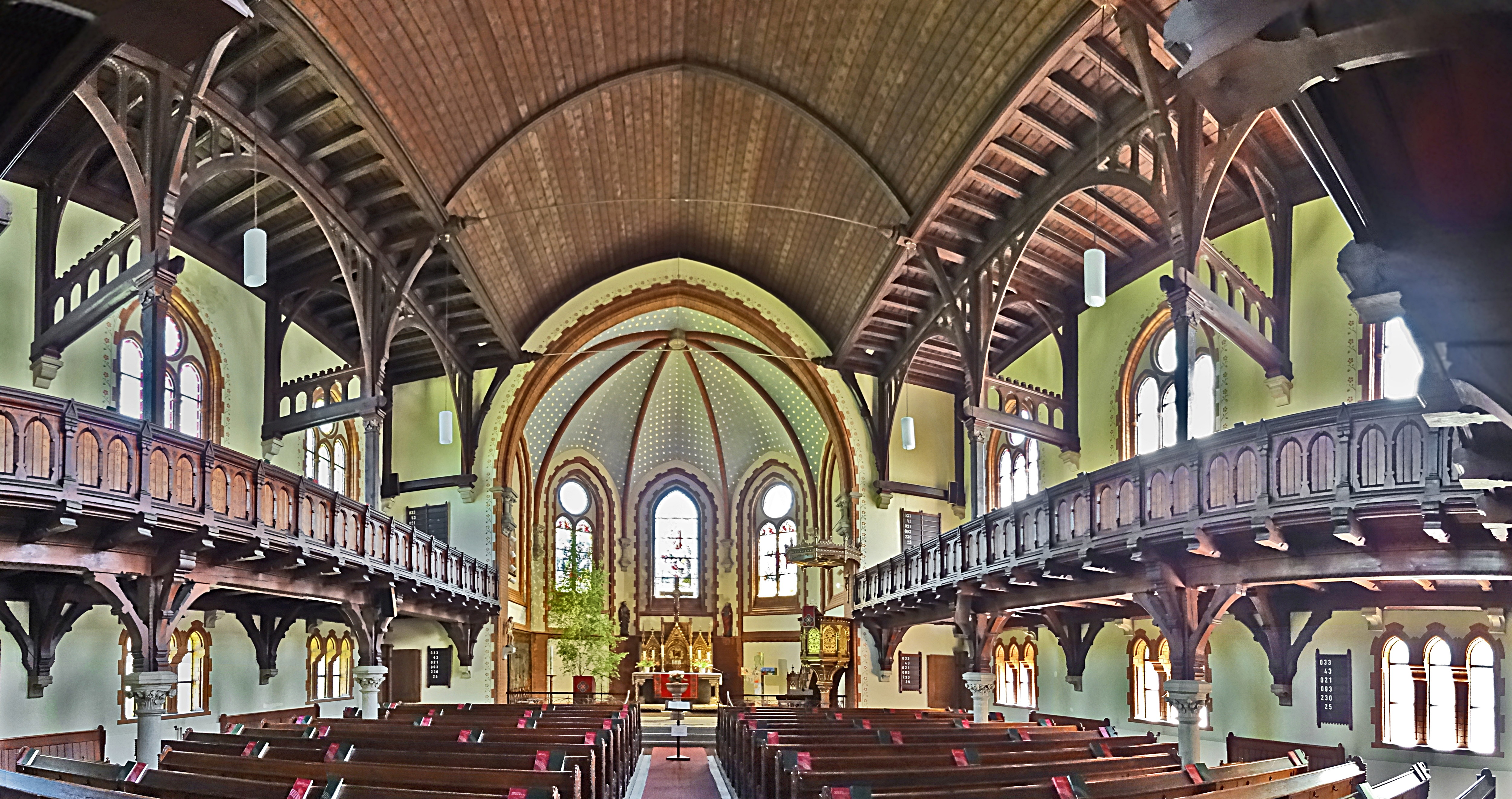
Innenansicht zum Altarraum

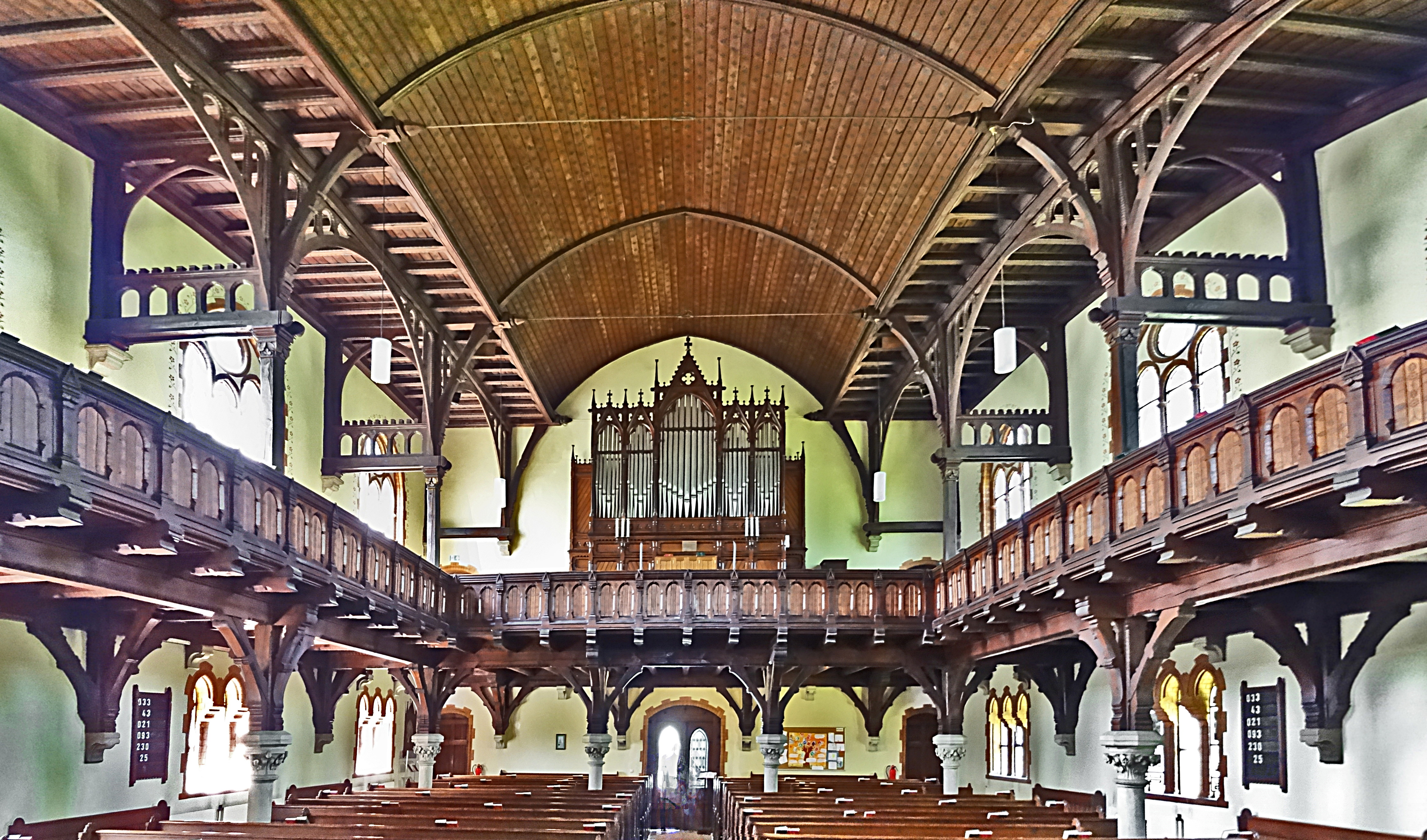
Innenansicht zur Orgel

Das Innere der Saalkirche ist einfach gestaltet mit klaren Elementen und vermittelt insgesamt ein harmonisches Bild. Die Kirche bietet bis zu 800 Sitzplätze, bei Konzertveranstaltungen zirka 650. Längsseits befinden sich zwei Emporen aus Holz mit abstützendem Holztragwerk auf acht Sandsteinsäulen. Die Bestuhlung besteht ebenfalls aus Eichenholz. Den oberen Abschluss bildet eine mit Schnitzwerk versehene gewölbte Holzdecke. Der Altar und die Kanzel wurden von der Dresdner Firma Weißbach aus Eichenholz geschnitzt. Der Kanzeldeckel stammt aus der neugotischen Ausstattung der Johanniskirche in Plauen und wurde Anfang der 1950er Jahre durch den Architekten Johannes Höra aus Bad Elster ergänzt.
Der Altarraum wird durch Gewölbebogenrippen in fünf Teile gegliedert. Das Ölbild stammt noch von der alten Kirche Peter und Paul und ist von Géza Németh im Archiv wiederentdeckt worden. Seit der Restaurierung im Jahr 2014 befindet sich das originale historische Altarbild oben links im Altarraum. Es stellt die Heilige Dreieinigkeit dar und ist um 1734 bei der damaligen Umgestaltung durch Simon Zeitler von einem unbekannten Künstler gemalt worden.
Ebenfalls von der alten Kirche wurden die gotischen Apostelfiguren und die barocke Christusfigur übernommen.
Aus einer Werkstatt aus Oberammergau stammt das Altarkruzifix. Die Dresdner Firma Bruno Urban fertigte die drei Buntglasfenster für den Altarraum. Sie bedeuten:
- Rechtes Fenster: Die Bergpredigt.
- Mittleres Fenster: Christi Himmelfahrt.
- Linkes Fenster: Das Abendmahl.[16]

Der gewölbte Chorabschluss zeigt zwischen den Gewölberippen einen gemalten, mit Sternen bestückten Himmel. An der gegenüberliegenden Seite befindet sich auf Emporenhöhe eine Orgel der Firma Eule.

## Orgel
Bereits zur Kirchweihe war eine neue Orgel der Firma Kreutzbach aus Borna mit 22 Registern und mechanischer Traktur fertiggestellt. 1911 erfolgte ein Umbau durch die Firma Jehmlich aus Dresden. Sie erweiterte die Orgel auf 25 Register mit pneumatischer Traktur. Im Jahr 1973 baute die Firma Hermann Eule Orgelbau Bautzen eine neue Orgel in das Gehäuse von 1892 ein. Neue Prospektpfeifen aus besonders hellem Zinn (Oktavbass 8′ und Prinzipal 8′) wurden zum besseren Aussehen eingefügt. Die Anordnung der Teilwerke wurde verändert und neu positioniert. Damit war eine Rückversetzung der Gehäusefront um etwa einen Meter möglich. Die Abnahme der Orgel mit 27 Registern erfolgte am 15. Dezember 1973, und einen Tag später fand die Orgelweihe statt.
Seit der Installation wird die Orgel regelmäßig von der Erbauerfirma gewartet.
| I Hauptwerk C– |                  |        |
| 1.             | Quintadena       | 16′    |
| 2.             | Prinzipal        | 8′     |
| 3.             | Rohrflöte        | 8′     |
| 4.             | Octave           | 4′     |
| 5.             | Spitzflöte       | 4′     |
| 6.             | Blockflöte       | 2′     |
| 7.             | Sifflöte         | 1 3⁄5′ |
| 8.             | Rauschpfeifel II |        |
| 9.             | Mixtur IV        |        |
| 10.            | Trompete         | 8′     |

| II Schwellwerk C– |               |       |
| 11.               | Weitgedackt   | 8′    |
| 12.               | Trichterflöte | 8′    |
| 13.               | Prinzipal     | 4′    |
| 14.               | Gedacktflöte  | 4′    |
| 15.               | Nassat        | 2 ⁄3′ |
| 16.               | Oktave        | 2′    |
| 17.               | rep. Terz     | 4⁄5′  |
| 18.               | Oktave        | 1′    |
| 19.               | Zimbel III    |       |
| 20.               | Rohrschalmei  | 8′    |
|                   | Tremulant     |       |

| Pedal C– |             |     |
| 21.      | Subbass     | 16′ |
| 22.      | Oktavbass   | 8′  |
| 23.      | Gedacktbass | 8′  |
| 24.      | Choralbass  | 4′  |
| 25.      | Nachthorn   | 2′  |
| 26.      | Mixtur V    |     |
| 27.      | Posaune     | 16′ |

- Koppeln: II/I, I/P, II/P

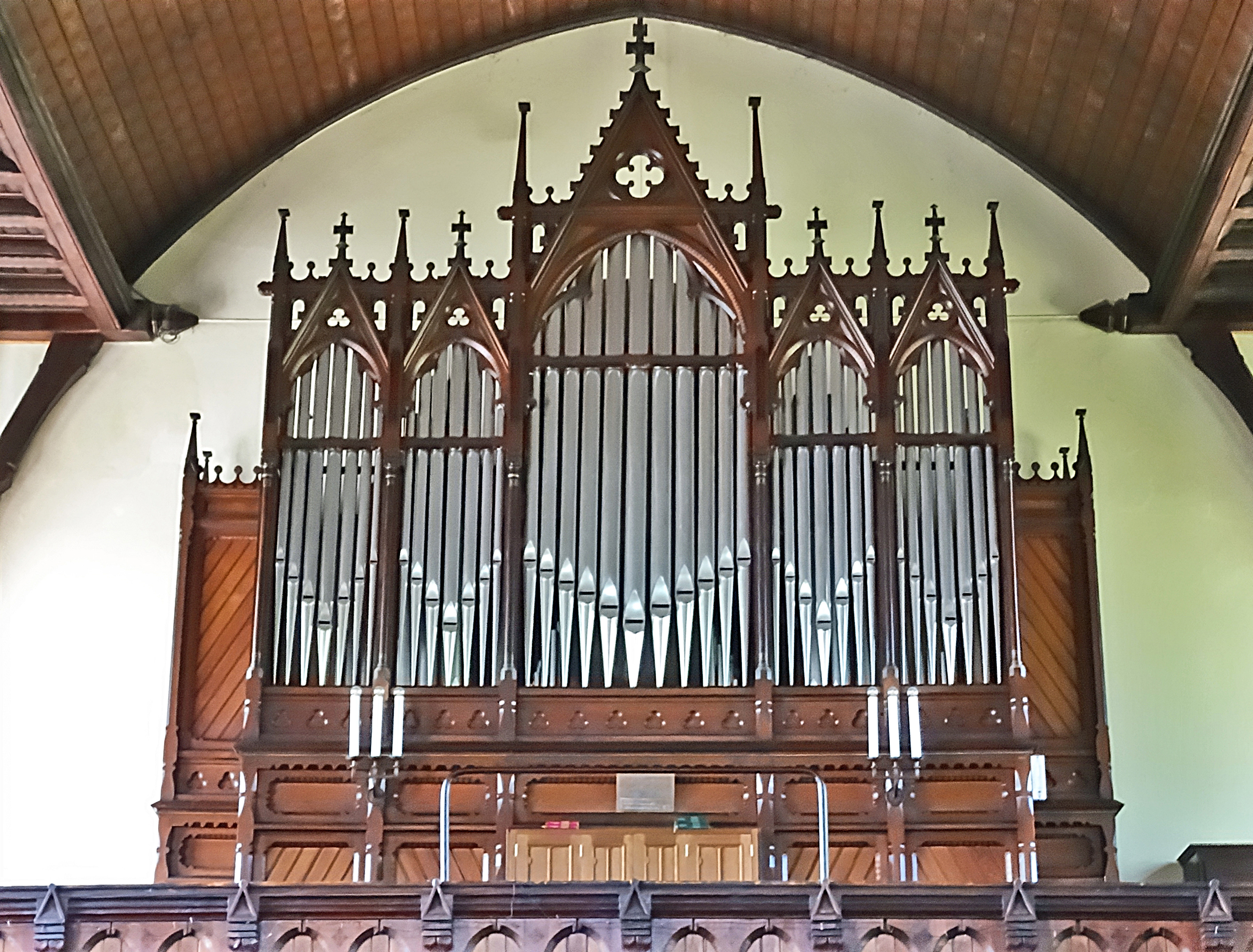
Die Orgel

- Spielhilfen: Pleno, Zungen ab, 2 freie Kombinationen

## Geläut
Im Jahr 1889 befand sich das Geläut aus drei Bronzeglocken während der Bauphase in einem Ersatzglockenturm und läutete zum Palmsonntag das erste Mal. Diese Glocken wurden im Ersten Weltkrieg für Rüstungszwecke eingezogen. Das im Jahr 1922 neu beschaffte Bronzegeläut wurde 1942 wiederum zu Rüstungszwecken eingeschmolzen. Das dritte Geläut wurde im Jahr 1946 von der Glockengießerei Otto Schilling und Gottfried Lattermann in Morgenröthe-Rautenkranz im Vogtland (Firmensitz in Apolda) aus Stahlhartguss angefertigt. und im gleichzeitigen erneuerten Glockenstuhl in eine Stahlträgerkonstruktion eingebaut.
Im Folgenden eine Datenübersicht:
| Nr. | Name            | Gussdatum | Gießer                                 | Durchmesser (mm) | Masse (kg) | Schlagton |
| --- | --------------- | --------- | -------------------------------------- | ---------------- | ---------- | --------- |
| 1   | Kleine Glocke   | 1946      | Glockengießerei Schilling & Lattermann | 880              | 250        | c″        |
| 2   | Mittlere Glocke | 1946      | Glockengießerei Schilling & Lattermann | 990              | 350        | h′        |
| 3   | Große Glocke    | 1946      | Glockengießerei Schilling & Lattermann | 119              | 620        | gis′      |

## 1989
In der überfüllten St.-Trinitatis-Kirche wurde am 25. Oktober 1989 mit einem Volksforum die Wende in Bad Elster eingeleitet. Der Pfarrer Eberhardt Schwarzenberg vermittelte zwischen aufgebrachten Bürgern und dem damaligen SED-Bürgermeister der Stadt. Anschließend erfolgte ein Demonstrationszug zum Haus am See, dem gerade erst fertiggestellten Neubau des Sanatoriums für das Zentralkomitee der SED. Bereits zur zweiten Demonstration am 2. November 1989 mit Pfarrer Günter Rogowsky wurde die SED aufgefordert, ihren Führungsanspruch aufzugeben.
In der St.-Trinitatis-Kirche fanden mehrere Sonderkonzerte statt. Die Einnahmen wurden für den Wiederaufbau der Dresdner Frauenkirche gestiftet.

## Reparaturarbeiten 2015

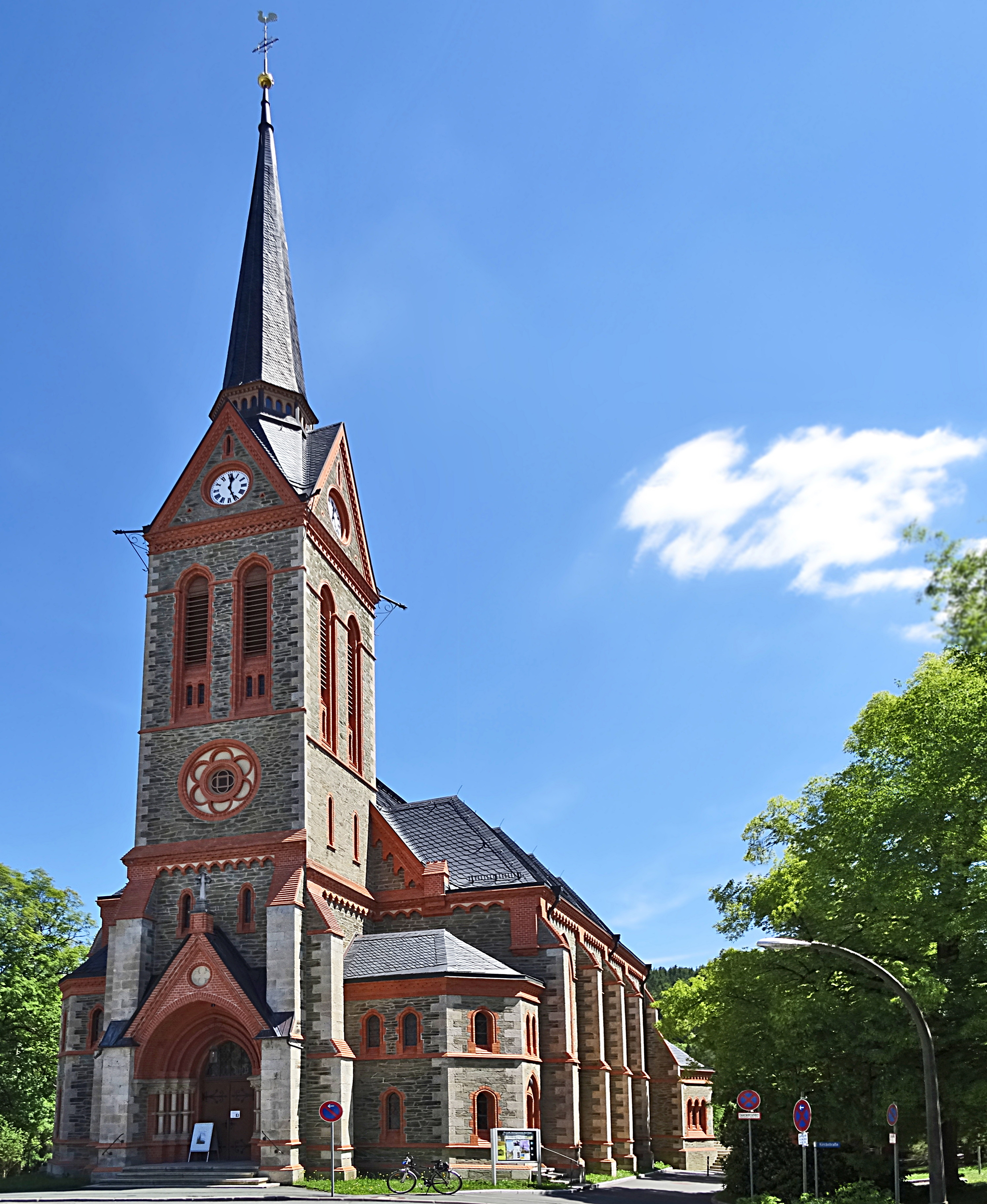
St. Trinitatiskirche 2022

Eine im Jahr 2013 durchgeführte Inspektion an der Kirche stellte folgenden größeren Reparaturbedarf fest:
- Dachdeckung, Neueindeckung der Hauptkehlen, der Walmgauben und der Turmerker.
- Aufarbeitung der Bleiglasfenster.
- Restaurierung der Bekrönung des östlichen Kirchenschiffs.
- Restaurierung der Turmlaterne und Instandsetzen der Schallläden.
- Fassadensanierung der gesamten Kirche.

Die Gesamtkosten belaufen sich auf mindestens 400.000 Euro und werden vom Landesamt für Denkmalpflege Sachsen mit 220.000 Euro und von der Evangelischen-Lutherischen Landeskirche Sachsens mit 100.000 Euro getragen. Mit einem Spendenaufkommen von 80.000 Euro beteiligt sich die Gemeinde an den Kosten. Bereits im Jahr 2013 wurden mit Eigenmitteln die Kugel, das Kreuz und der Wetterhahn am Turm erneuert.

## Kirchgemeindezentrum

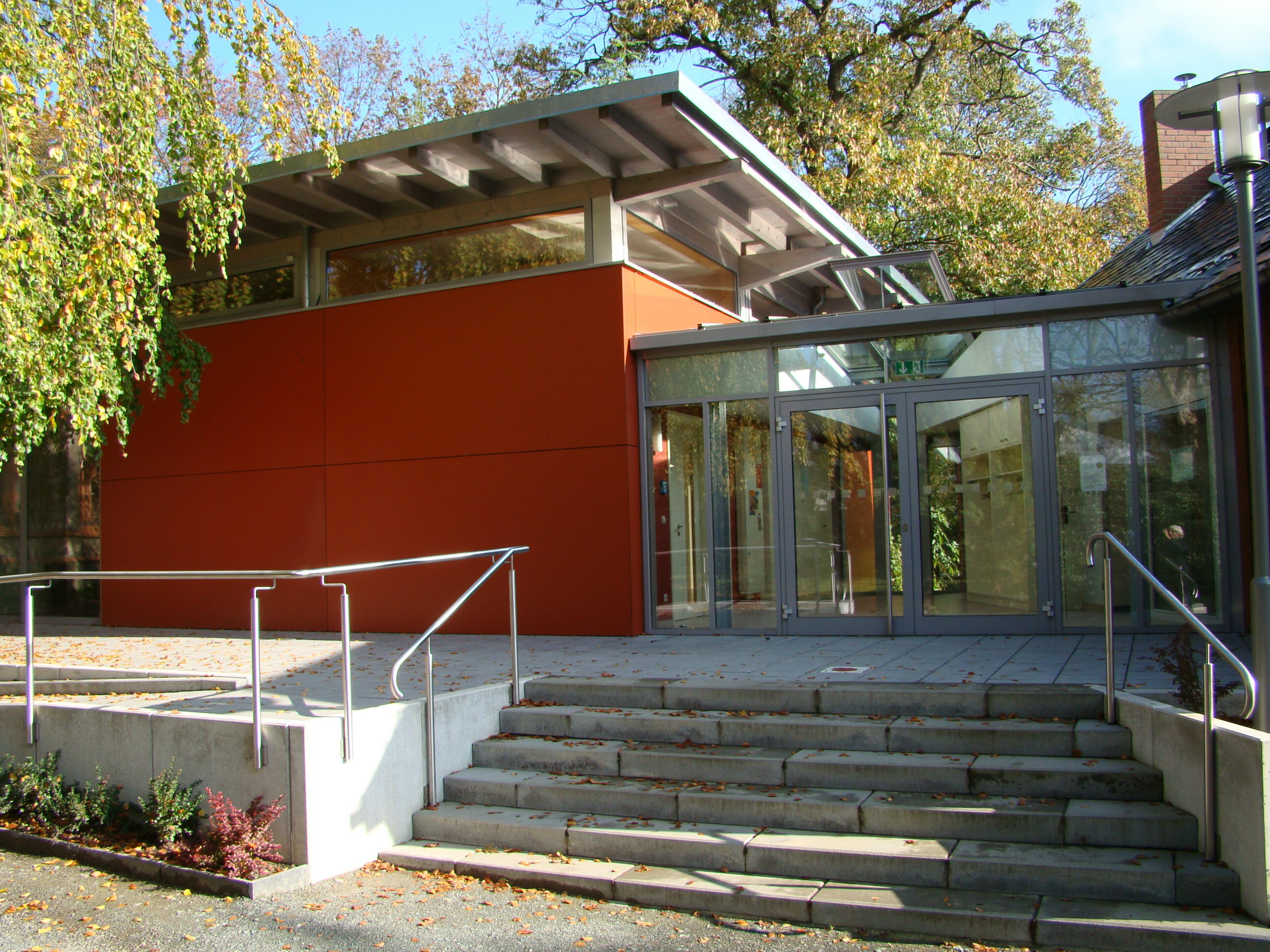
Gemeindezentrum der Kirchgemeinde, Haupteingang

Das neue Gemeindezentrum der Evangelischen-Lutherischen Kirchgemeinde in Bad Elster wurde im Jahr 2006 in zwei Bauetappen hergestellt. Die Projektierung hatte das Büro für Baupflege beim Bezirkskirchenamt Zwickau übernommen. Für die Entwurfs- und Genehmigungsplanung war der Architekt Lars Reinhold zuständig.
Die erste Bauetappe erfolgte in der Zeit vom 13. Februar bis 25. Mai 2006. Dabei wurde das alte Kantorat saniert und mit zwei Gruppenräumen, einer Küche und behindertengerechten Sanitäreinrichtungen ausgestattet.
Am 9. Juni 2006 begann mit dem ersten Spatenstich die zweite Bauetappe. Es entstand ein Neubau mit einem Gemeindesaal für 100 Personen. Zum ersten Advent 2006 erfolgte die festliche Weihe des neuen Kirchgemeindezentrums.

## Pfarrhaus

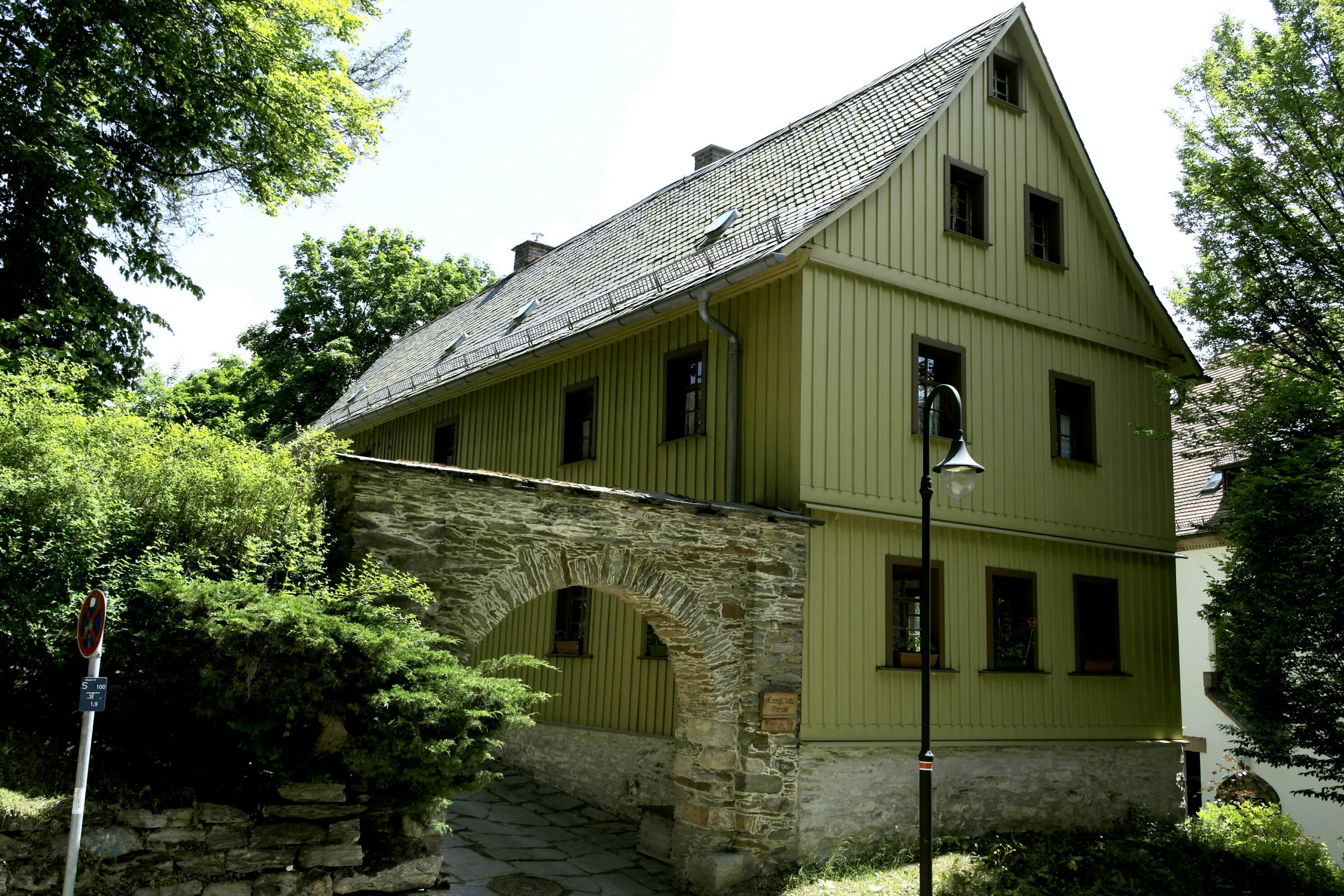
Pfarrhaus 2015

Das heutige Pfarrhaus wurde in den Jahren 1723 bis 1728 als Dorfschule errichtet und diente über Jahrhunderte als Schulhaus. Später wurde das Gebäude als Kirchgemeindehaus genutzt. Mit der Entscheidung zum Neubau des Kirchgemeindezentrums wurde die heutige Nutzung als Pfarrhaus ermöglicht.